# Upadhjaja
Upadhjaja (trl. upādhyāya „instruktor”) – tytuł w religiach dharmicznych. Również popularne nazwisko w północno-wschodnich Indiach.

## Hinduizm
Upadhjaja oznacza w hinduizmie bramina który naucza chłopców z warny bramińskiej wiedzy egzoterycznej i ezoterycznej z Wed lub Wedangi. W odróżnieniu od uprawnień guru, uczeń (śiszja) nie otrzymuje od upadhjaja dikszy (inicjacji, wtajemniczeń) a jedynie objaśnienia.
Stanowi odpowiednik tytułu doktorskiego wśród braminów.

### Przykłady
- Upadhyaya Ayodhya Singh
- Upadhyaya Ganga Prasad

## Buddyzm
W buddyzmie tytuł tego nauczyciela bywa również zapisywany jako upajjhaya.